# Émile Beaume
Émile Beaume (Pézenas, 28 avril 1888 - Paris, 1er février 1967) est un peintre français.

## Biographie
À l'état civil Émile Marie, Émile Beaume est né le 28 avril 1888 à Pézenas dans l'Hérault et mort à Paris le 1er février 1967. C'est le fils du romancier Georges Beaume (né à Pézenas en 1860), auteur de plus de 20 romans, notamment Une Rose aux jardins, Les Vendanges et correspondant de La Revue hebdomadaire.
Entré en 1907 à l'école des Beaux Arts dans l'atelier de Cormon, il travaille de plus avec François Flameng, Adolphe Déchenaud et Marcel Baschet. 
Pendant la guerre, il publie Le Carnet d'un chasseur à pied, signé Émile Beaume, chasseur à pied, 21e bataillon, recueilli par son père Georges. 
En 1921, il est Grand Prix de Rome pour une huile sur toile Ensevelissement de Saint Antoine. Il séjourne à la Villa Médicis à Rome. 
De 1927 à 1932, il est professeur de dessin à la Manufacture nationale des Gobelins à Paris, pour les lissiers.
Il est aussi illustrateur de livres, notamment de jeunesse et catholiques et fresques.
En 1937 il publie La fresque, sa technique, son histoire, chez Henri Lautens, Editeur, Paris (ouvrage renfermant 9 planches dont une en couleur).
En 1950, il a fait don d'une partie de ses œuvres au Musée de Pézenas.
Émile Beaume meurt le  1er février 1967 au sein de l'Hôpital Laennec dans le 7e arrondissement de Paris, et, est inhumé au cimetière du Père-Lachaise (81e division).

## Principales œuvres

### Peintures
- 1922 : Mesquin au pied du marabout de Mouley Sidi Braham, publié dans France-Maroc[9].
- 1925 : Les Baigneuses présentées au salon des artistes français[10].
- 1926 : La forêt, présentée au salon des artistes français[11]
- 1927, au salon des artistes français, il présente Rivage aride[12],
- Vers 1928-1931 : Maison consulaire de Pézenas[13], fresque dans le grand hall de la chambre de commerce de Béziers (édifiée de 1928 à 1931)[14].
- 1931 : À l'exposition coloniale internationale, lors de l'inauguration du Pavillon des missions catholiques, plusieurs médias relayent les félicitations du Président de la République au peintre pour une de ses fresques[15].
- 1933 : il travaille à l'illustration en couleur pour la maison Laurens de La Vie de Jésus (le fait est relayé par L'Esprit français[16].
- 1937, il reçoit une récompense lors du Salon, le prix de l'Afrique équatoriale[17]
- Décor de la chapelle de l'ancien petit séminaire dite chapelle du Souvenir (Flers), dans l'Orne.
- Peintures dans les églises du Saint-Esprit à Paris (12e arrondissement) et Notre-Dame-des-Missions à Épinay-sur-Seine.

### Illustration de livres
- 1923 : Frontispice dans La Génération du feu de Maurice d'Hartoy, Berger-Levrault éditeurs[18].
- 1925 : Livre d'or de l'exposition de Pézenas, 21 mai-1er juin 1925 : hommages décernés à l'ingénieur Bernard Vigan (1836-1885),… et au chimiste Gabriel François Venel (1723-1775), 1925, 64 p. Il illustre Le Soleil du Langedoc et la mer latine, Le Printemps, L'Automne suivant l'été, La Vigne, Les Fruits du jardin, L'Hiver. La Vieillesse. Le passé[19]
- Chez Mame à Tours (Henry Bordeaux, La Peur de vivre, Tours, Mame et fils, s.d.)
- Chez Ferenczi & fils : J.-H. Rosny aîné, L'Étonnant Voyage de Hareton Ironcastle, Le Livre moderne illustré 71, 1929 et André Maurois, Ni ange, ni bête, Le Livre moderne illustré 74, 1929
- S.l.n.d. , ouvrage de Serge Barranx, Vers les cimes. La montée de Jean Girou, Poitiers, s.d., 319 p., édition spéciale pour la jeunesse[20]

### Affiches
- 1928 : pour la Semaine coloniale française, du 10-17 juin 1928, il gagne le 1er prix du concours de l'affiche de la semaine coloniale[21]. Celle-ci est réutilisée en timbre-poste.

### Tapisseries
- 1935 : La Chasse persane, tapisserie des Gobelins, commencée à tisser en 1932, achevée en 1935[22].

### Élèves
- Max Touret